# Volta ao Algarve de 1993
A 19ª edição da Volta ao Algarve de 1993 disputou-se de 13 de abril a 19 de abril de 1993.

## Lista das equipas
| Kelme-Xacobeo   | Amaya Seguros  | Philips-Feirense   |
|                 |                |                    |
| W52-Quintanilha | Recer/Boavista | Bom Petisco-Tavira |
|                 |                |                    |
|                 |                |                    |

## As etapas
| Etapa      | Localidades | km | Vencedor                     | Líder          |
| 1. ª etapa |             |    | Paulo Pinto                  | Paulo Pinto    |
| 2. ª etapa |             |    | Fernando Quevedo Espanha     |                |
| 3. ª etapa |             |    | Juan Oliver Martinez Espanha |                |
| 4. ª etapa |             |    | Paulo Correia da Silva       |                |
| 5. ª etapa |             |    | José Aparecido Brasil        |                |
| 6. ª etapa |             |    | Per Pedersen Dinamarca       |                |
| 7. ª etapa |             |    | Cássio Freitas Brasil        |                |
| 8. ª etapa |             |    | Paulo Pinto                  | Cássio Freitas |

## Classificação geral final
| 1. | Cássio Freitas     |
| 2. | Fernando Carvalho  |
| 3. | Juan Carlos Martin |

## Classificações Secundárias
| Classificação por pontos          | Paulo Pinto    |
| Classificação do melhor escalador | Gonçalo Amorim |
| Classificação da melhor equipa    | Recer-Boavista |